# Bengt Dalqvist
Bengt Albin Gösta Dalqvist, även stavat Dahlqvist, född 28 mars 1975 i Tillinge i Enköpings kommun, är en svensk skådespelare, dansare och musiker.
Hans scenkarriär började i de yngre tonåren när han spelade amatörteater i Uppsala och Enköping.[källa behövs] Han studerade vid teaterlinjen på Bolandsskolan i Uppsala och senare vid Balettakademien i Stockholm.[källa behövs] Han gjorde TV-debut i SVT:s ungdomsprogram Bullen där han fick spela rollen som den tungt belastade Håkan i följetongen Sexton.
Han blev för många känd genom rollen som Daniel i TV4-serien Skilda världar.
Sin dansutbildning fick han stor användning för när han hoppade in för Richard Herrey i musikalen West Side Story på Oscarsteatern. Eva Rydberg engagerade honom till farsen Arnbergs korsettfabrik på Intiman 2001, samarbetet fortsatte i Mölle by the Sea på Fredriksdalsteatern i Helsingborg 2004. Där emellan skrev och producerade han kortfilmen Onyx från 2003. 2005 försökte han slå sig in i musikbranschen då han spelade in låten Varmt & salt, som dock floppade.
Åtminstone 2009 var han sångare i ett band vid namn The Odd Dogs. Dalqvist deltog även i TV4:s Idol 2009, och blev utslagen i första omgången.
Dalqvist driver det egna företaget Bengt Dahlqvist i Stockholm AB.
Bengt Dalqvist är gift och har två barn.

## Filmografi
- 1996–1997 – Sexton (TV-serie) (Håkan)
- 1996–2002 – Skilda världar (TV-serie)
- 1999 – På rymmen (TV-serie)
- 1999 – Nya lögner (TV-serie)
- 2000 – Stigma
- 2002 – Skönheten
- 2003 – Onyx
- 2003 – Teenage Mutant Ninja Turtles (TV-serie) (röst åt Raphael)

## Teater

### Roller (ej komplett)
| År   | Roll | Produktion                                                              | Regi           | Teater        |
| ---- | ---- | ----------------------------------------------------------------------- | -------------- | ------------- |
| 1997 | Riff | West Side Story Leonard Bernstein, Stephen Sondheim och Arthur Laurents | Richard Herrey | Oscarsteatern |